# Sapajus robustus
El capuchino crestado (Sapajus robustus) es una especie de primate platirrinos del género Sapajus. Es endémica del este de Brasil.

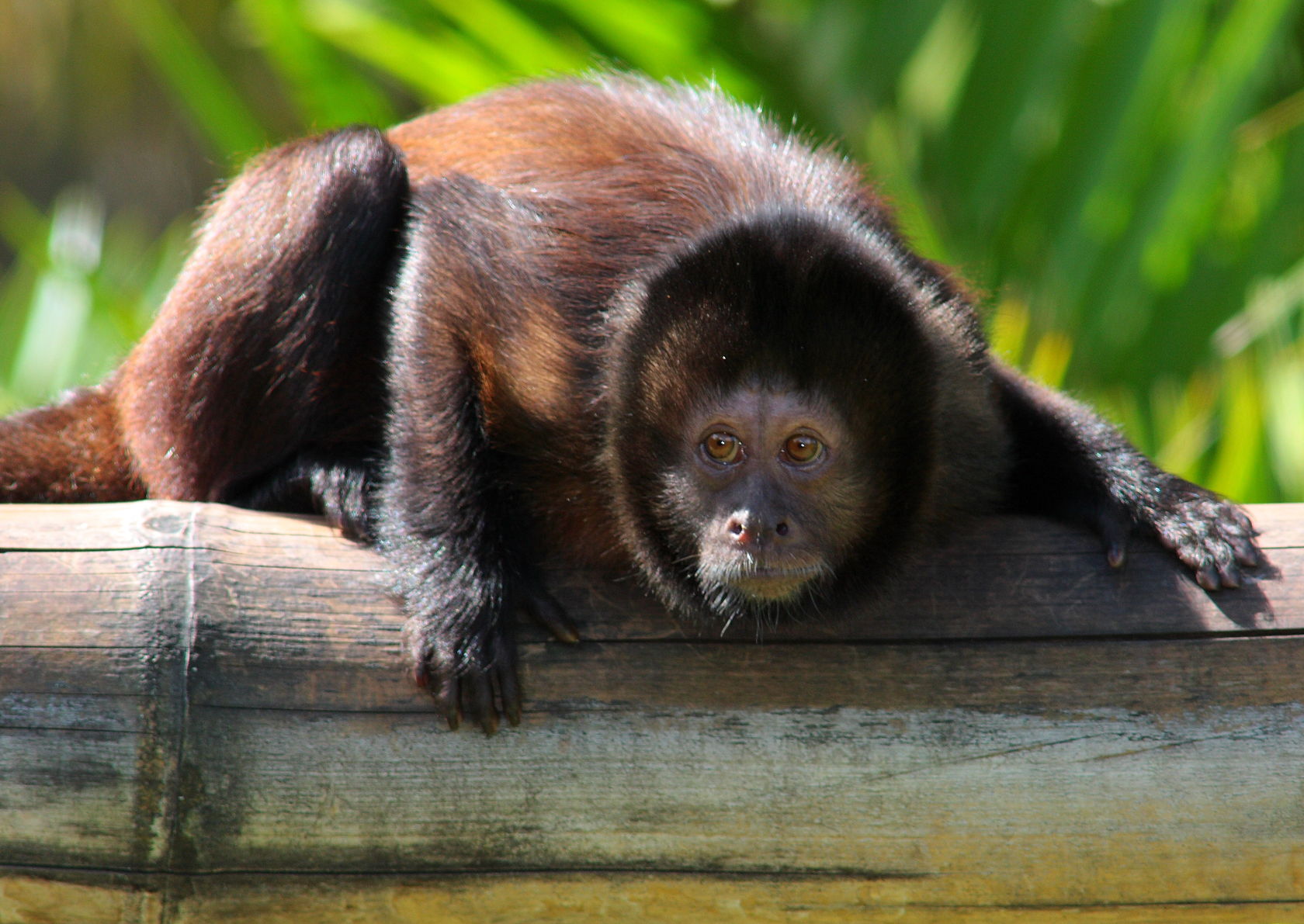
Capuchino crestado (Sapajus robustus), en el Zoo Palm Beach, Miami, Estados Unidos.

## Taxonomía
Este taxón era considerado un integrante del género Cebus, pero en 2011, sobre la base de estudios de ADN se pudo comprobar que este género estaba separado en dos grupos distanciados genéticamente desde finales del Mioceno, hace 6,2 millones de años atrás, es decir, en la misma época en que los humanos se separaban del tronco de los chimpancés. Como resultado, a 8 especies se las ubicó en el género Sapajus, y las restantes quedaron en el género Cebus.

## Localidad tipo
La localidad tipo original es «Morro da Arara, al norte del río Mucurí, Minas Gerais, Brasil».

## Sinonimia
- Cebus nigritus robustus
- Cebus apella robustus
- Cebus robustus

## Distribución

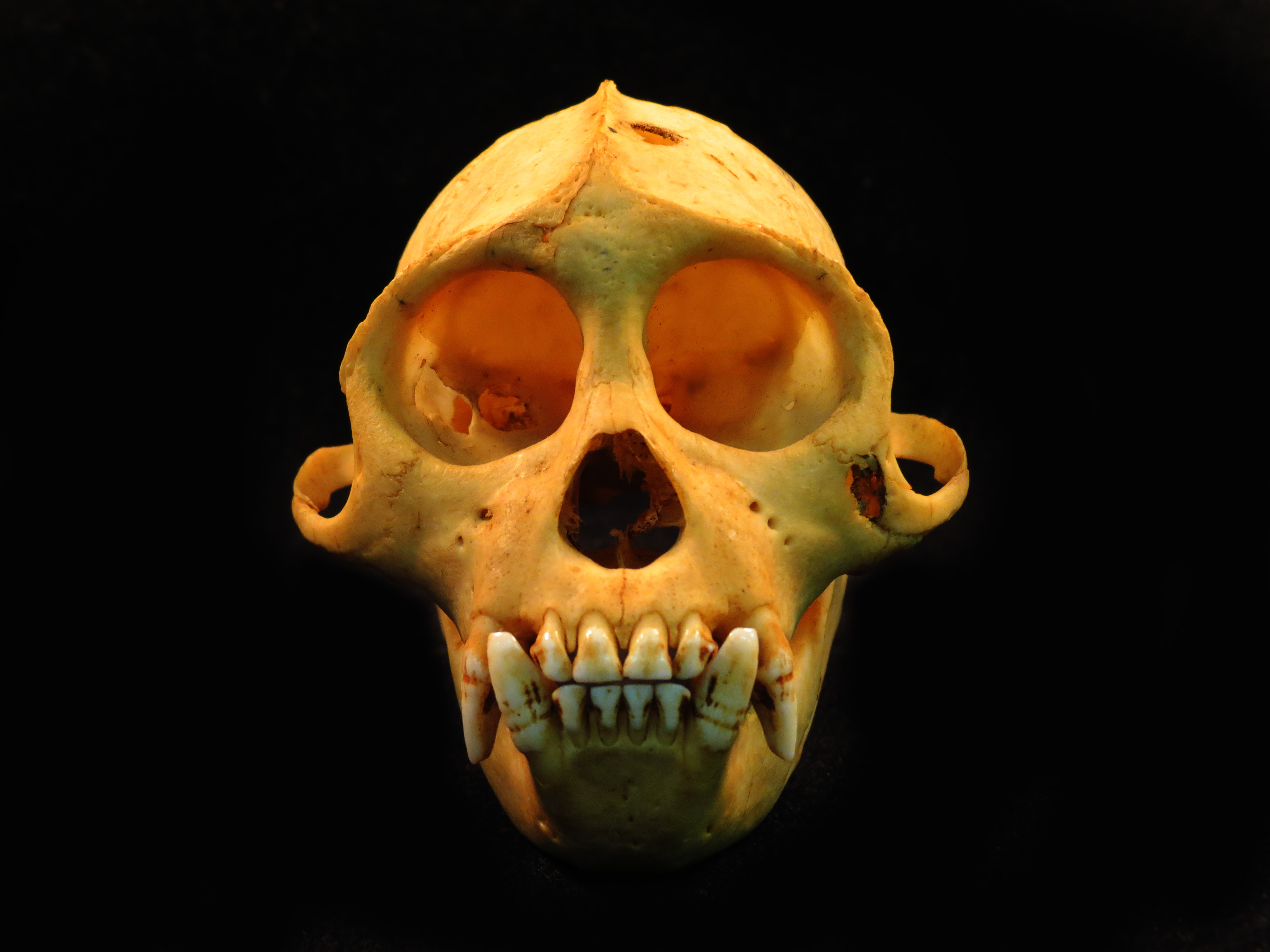
Cráneo de un ejemplar capturado en Colatina, Espírito Santo, Brasil; conservado en el Museo de Zoología de la Universidad de São Paulo (USP).

Esta especie es endémica del este de Brasil. 
La distribución comprende desde el sur del estado de Bahía (río Jucurucú), a través de Espírito Santo (Colatina, río Piracicaba, río Sussuí, río Doce) hasta Río de Janeiro y el oeste de Minas Gerais (río Matipó). 
El río Doce en Minas Gerais y Espírito Santo separa Sapajus robustus al norte de Sapajus nigritus al sur, el cual se extiende por Río de Janeiro y São Paulo. La localidad Río Matipó se encuentra al sur del río Doce (sobre la confluencia con el río Piracicaba); las pieles recogidas allí en 1919 son consideradas híbridos entre S. robustus y S. nigritus. 
Parecería que la geonemia de S. robustus se extiende hacia el norte del río Jucurucú en Bahía, hasta el río Jequitinhonha. La localidad más occidental en el estado de Minas Gerais está en las cabeceras del río Pissarão, en una región montañosa al norte del río Piracicaba, no muy lejos de la ciudad de Presidente Vargas. Es posible que la Serra do Espinhaço de Minas Gerais, que corre de norte a sur y marca la transición entre la mata atlántica hacia el este de la sabana arbustiva (cerrado) hacia el oeste, también demarca los límites occidentales de la distribución de esta especie. Más hacia el oeste de la Serra do Espinhaço se registró un ejemplar de Tomás Gonzaga, cerca de Corinto, el cual se considera híbrido entre S. robustus y Sapajus libidinosus.

## Características
Sus integrantes son micos pequeños, de unos 45 cm de largo, con una cola prensil que enrollan alrededor de las ramas para ayudarse en el movimiento alrededor de los árboles. Presenta los hombros más claros. Se distingue de todas las demás formas por tener una cresta cónica medial en la corona. El color general es castaño brillante.

## Costumbres
Viven en manadas, recorriendo un territorio en busca de alimento: frutos, hojas tiernas, y pequeños animales.